# Brognolo
I Brognolo (o Brugnoli) sono una nobile famiglia mantovana.
Si distinse, tra il XV e il XVI secolo, per aver annoverato numerosi suoi componenti al servizio dei Gonzaga.

## Esponenti illustri
- Giorgio I Brognolo (XIV secolo)
- Galeazzo Brognolo (?-1453), figlio di Giorgio I, giureconsulto, massaro del comune di Mantova e siniscalco di Gianfrancesco Gonzaga[1]
- Osanna Brognolo (XV secolo), figlia di Giorgio I, sposò il cronista e letterato Andrea da Schivenoglia
- Marco Brognolo (XV secolo), fratello di Galeazzo, tesoriere del marchese di Mantova Gianfrancesco Gonzaga
- Carlo Brognolo (XV secolo), figlio di Marco, letterato
- Giorgio Brognolo (?-1500), figlio di Galeazzo, massaro del Comune di Mantova dal 1485 e diplomatico alla corte di Francesco II Gonzaga[2]
- Fioramonte Brognolo (?-1514), figlio di Galeazzo e cancelliere del marchese Francesco II Gonzaga
- Ludovico Brognolo (?-1511 ca.), figlio di Giorgio, diplomatico al servizio di Federico I Gonzaga